# Équipe de Suède de football au Championnat d'Europe 1992
L'équipe de Suède de football participe à sa 1er phase finale de championnat d'Europe lors de l'édition 1992 qui se tient sur son sol du 10 juin 1992 au 26 juin 1992. Les Suédois se classent premiers du groupe 1 au premier tour devant le Danemark, futur champion, et s'inclinent ensuite en demi-finale contre l'Allemagne.
À titre individuel, Tomas Brolin fait partie de l'équipe-type du tournoi et il termine également meilleur buteur ex æquo de l'Euro 1992 avec trois buts.

## Phase qualificative
La phase qualificative est composée de cinq groupes de cinq nations et deux groupes de quatre nations. Les sept vainqueurs de poule se qualifient pour l'Euro 1992 et ils accompagnent la Suède, qualifiée d'office en tant que pays organisateur.

## Phase finale

### Premier tour
| Groupe 1 |            |     |   |   |   |   |    |    |      |
|          | Équipe     | Pts | J | G | N | P | BP | BC | Diff |
| 1        | Suède      | 5   | 3 | 2 | 1 | 0 | 4  | 2  | +2   |
| 2        | Danemark   | 3   | 3 | 1 | 1 | 1 | 2  | 2  | 0    |
| 3        | France     | 2   | 3 | 0 | 2 | 1 | 2  | 3  | -1   |
| 4        | Angleterre | 2   | 3 | 0 | 2 | 1 | 1  | 2  | -1   |

| 10 juin | Suède    | 1 | 1 | France     |
| 11 juin | Danemark | 0 | 0 | Angleterre |
| 14 juin | France   | 0 | 0 | Angleterre |
| 14 juin | Suède    | 1 | 0 | Danemark   |
| 17 juin | Suède    | 2 | 1 | Angleterre |
| 17 juin | France   | 1 | 2 | Danemark   |

| 10 juin 1992                      | Suède        | 1 – 1 | France    | Rasundastadion, Stockholm                      |                                                |
| 20:15 · Historique des rencontres | Eriksson 24e |       | Papin 58e | Spectateurs : 29 860 Arbitrage : Alexey Spirin | Spectateurs : 29 860 Arbitrage : Alexey Spirin |
| 20:15 · Historique des rencontres | (Rapport)    |       |           | Spectateurs : 29 860 Arbitrage : Alexey Spirin | Spectateurs : 29 860 Arbitrage : Alexey Spirin |

| 14 juin 1992                      | Suède      | 1 – 0 | Danemark | Rasundastadion, Stockholm                         |                                                   |
| 20:15 · Historique des rencontres | Brolin 58e |       |          | Spectateurs : 29 902 Arbitrage : Aron Schmidhuber | Spectateurs : 29 902 Arbitrage : Aron Schmidhuber |
| 20:15 · Historique des rencontres | (Rapport)  |       |          | Spectateurs : 29 902 Arbitrage : Aron Schmidhuber | Spectateurs : 29 902 Arbitrage : Aron Schmidhuber |

| 17 juin 1992                      | Suède                     | 2 – 1 | Angleterre | Rasundastadion, Stockholm                             |                                                       |
| 20:15 · Historique des rencontres | Eriksson 51e · Brolin 82e |       | Platt 4e   | Spectateurs : 30 126 Arbitrage : José Rosa dos Santos | Spectateurs : 30 126 Arbitrage : José Rosa dos Santos |
| 20:15 · Historique des rencontres | (Rapport)                 |       |            | Spectateurs : 30 126 Arbitrage : José Rosa dos Santos | Spectateurs : 30 126 Arbitrage : José Rosa dos Santos |

### Demi-finale
| Entraîneur : |
| T. Svensson  |

| Entraîneur : |
| B.Vogts      |

| Entraîneur : |
| T. Svensson  |

| Entraîneur : |
| B.Vogts      |

## Effectif
Sélectionneur : Tommy Svensson
| No. | Pos.      | Joueur            | Date de naissance et âge | Sélec. | Club                     |
| --- | --------- | ----------------- | ------------------------ | ------ | ------------------------ |
| 1   | Gardien   | Thomas Ravelli    | 13 août 1959             |        | IFK Göteborg             |
| 2   | Défenseur | Roland Nilsson    | 27 novembre 1963         |        | Sheffield Wednesday      |
| 3   | Défenseur | Jan Eriksson      | 24 août 1967             |        | IFK Norrköping           |
| 4   | Défenseur | Patrik Andersson  | 18 août 1971             |        | Malmö                    |
| 5   | Défenseur | Joachim Björklund | 15 mars 1971             |        | Brann Bergen             |
| 6   | Milieu    | Stefan Schwarz    | 18 avril 1969            |        | Benfica Lisbonne         |
| 7   | Milieu    | Klas Ingesson     | 20 août 1968             |        | FC Malines               |
| 8   | Milieu    | Stefan Rehn       | 22 septembre 1966        |        | IFK Göteborg             |
| 9   | Milieu    | Jonas Thern       | 20 mars 1967             |        | Benfica Lisbonne         |
| 10  | Milieu    | Anders Limpar     | 24 septembre 1965        |        | Arsenal                  |
| 11  | Attaquant | Tomas Brolin      | 29 novembre 1969         |        | AC Parme                 |
| 12  | Gardien   | Lars Eriksson     | 21 septembre 1965        |        | IFK Norrköping           |
| 13  | Défenseur | Mikael Nilsson    | 28 septembre 1968        |        | IFK Göteborg             |
| 14  | Défenseur | Magnus Erlingmark | 8 juillet 1967           |        | Örebro SK                |
| 15  | Milieu    | Jan Jansson       | 26 janvier 1968          |        | Östers IF                |
| 16  | Attaquant | Kennet Andersson  | 6 octobre 1967           |        | FC Malines               |
| 17  | Attaquant | Martin Dahlin     | 16 avril 1968            |        | Borussia Mönchengladbach |
| 18  | Défenseur | Roger Ljung       | 8 janvier 1966           |        | Admira Wacker Vienne     |
| 19  | Milieu    | Joakim Nilsson    | 31 mars 1966             |        | Sporting Gijón           |
| 20  | Attaquant | Johnny Ekström    | 5 mars 1965              |        | IFK Göteborg             |

## Navigation